# 連邦住宅金融抵当公庫
連邦住宅金融抵当公庫（れんぽうじゅうたくきんゆうていとうこうこ、英: Federal Home Loan Mortgage Corporation, FHLMC）は、アメリカ合衆国の金融機関。フレディ・マック（Freddie Mac 以下、本文中に用いる）の通称が広く浸透している。

## 概要
連邦住宅抵当公庫（FNMA、ファニーメイ）と役割はほぼ同じ。ニューヨーク証券取引所上場の民間企業だったが、2010年7月に上場廃止となった。政府設立の民間企業であり、金融機関の住宅ローン債権を保証するのが主業務。共和・民主を問わず、国民に住宅を持たせることは、世界恐慌の頃からアメリカの国策だった。国策会社として巨大な金融機関へと成長したが、返済能力が低い低所得者の住宅ローン債権を保証していたため、金融危機によって経営危機に陥り、国有化された。
フレディマックという名前はアクロニムである。

## 経営危機そして国有化へ
2008年9月7日　以下の再建策が発表された。
- 10億ドル、最大1000億ドルの上位優先株(利回り10%)の取得
- 普通株および優先株は無配に転落(株主責任)
- 保有している資産担保証券を買取
- 新株取得権を政府が取得
- 債務超過分は米連邦住宅金融庁・米財務省に優先株の引受を要請

既存の株主には損害がこうむるものの、債権者に対しては従来どおり利払いが継続される。
その後、債務超過となるたびに、財務省から優先株による資本注入を受けていた。1000億ドル近い資本注入を受けていた。ただその後の住宅指標の回復および住宅ローン債権を不正に組成をした大手金融機関などからの賠償で黒字化しており、連邦政府に配当金の支払いを行っている。